# 2002 en football
Cet article présente les faits marquants de l'année 2002 en football.

## Janvier
- 10 janvier : selon la Fédération internationale de l'histoire et des statistiques du football (IFFHS), la Liga est, pour la seconde année consécutive, le meilleur championnat du monde. Zidane et ses camarades précèdent les Anglais de la Premier League et les Italiens de la Serie A. La Ligue 1 française n'arrive qu'au septième rang.
- 21 janvier :  Gilbert Gress succède à Albert Cartier en tant qu'entraîneur du FC Metz.
- 22 janvier :  
  - L'attaquant uruguayen Diego Forlán quitte le CA Independiente et signe un contrat de quatre ans et demi en faveur de Manchester United. Le transfert s'élève à 11 millions d'euros[1].
  - Championnat d'Angleterre : Liverpool s'impose 1-0 sur la pelouse de Manchester United. Les Red Devils restaient sur une impressionnante série de 8 victoires de suite[2].
- 23 janvier, Championnat de France : sensation à Gerland avec l'OL qui bat largement l'OM sur le score de 4-0.

## Février
- 10 février :
  - Championnat d'Espagne : très large victoire du Real Madrid sur Las Palmas (7-0). Fernando Morientes signe un quintuplé en faveur du Real.
  - Coupe d'Afrique des nations, finale : le Cameroun remporte la 23e Coupe d'Afrique des nations (CAN) en battant le Sénégal en finale. Le Nigeria se classe 3e et le Mali 4e.

## Mars
- 6 mars, Championnat de France : à noter le prolifique match entre Guingamp et Lorient (4-3).
- 17 mars, Championnat d'Espagne : au Camp Nou, le Real Madrid et le FC Barcelone font match nul (1-1). Les buts sont inscrits par Xavi pour le Barça et par Zidane pour le Real.

## Avril
- 12 avril : le choc OM-PSG est remporté 1-0 par les marseillais.
- 20 avril, Coupe de la Ligue, finale : victoire des Girondins de Bordeaux contre le FC Lorient. Le score est de 3 buts à 0.
- 29 avril : l'ancien entraîneur de Monaco, Claude Puel, signe un contrat de trois ans en faveur de Lille. Il succède à Vahid Halilhodžić, qui a annoncé son départ[3].

## Mai
- 4 mai :
  - Guy Lacombe est nommé entraîneur du FC Sochaux. Il remplace Jean Fernandez[4].
  - Philippe Bergeroo devient le nouvel entraîneur du Stade rennais en remplacement de Christian Gourcuff.
  - Championnat de France, dernière journée : l'Olympique lyonnais est sacré champion de France pour la première fois de son histoire, à la suite de sa victoire sur son dauphin lensois[5].
- 5 mai, Championnat d'Italie : la Juventus enlève un 26e titre de champion d'Italie.
- 7 mai : Alain Perrin devient le nouvel entraîneur de l'Olympique de Marseille.
- 8 mai : 
  - Championnat d'Angleterre : Arsenal bat Manchester United (1-0). Cette victoire permet aux Gunners de décrocher le titre de champion, le douzième de l'histoire du club.
  - Finale de la Coupe UEFA, le Feyenoord Rotterdam enlève la Coupe UEFA en gagnant la finale contre le Borussia Dortmund, 3-2. C'est la deuxième Coupe de l'UEFA remportée par Feyenoord.
- 11 mai, Coupe de France, finale : le FC Lorient remporte la Coupe de France en s'imposant face au SC Bastia, 1-0. C'est la première Coupe de France gagnée par Lorient.
- 12 mai : Jean Fernandez devient le nouvel entraîneur FC Metz.
- 15 mai, Finale de la Ligue des champions Ligue des champions de l'UEFA, : le Real Madrid gagne une nouvelle Ligue des champions en écartant le Bayer Leverkusen sur le score de 2-1. Il s'agit de la neuvième Ligue des champions remportée par le Real Madrid.
- 21 mai : Paul Le Guen devient le nouvel entraîneur de l'Olympique lyonnais.
- 26 mai : Zinédine Zidane se blesse à cinq jours du coup d'envoi de la Coupe du monde.
- 31 mai : début de la Coupe du monde de football qui se déroule au Japon et en Corée. En match d'ouverture, la France, tenante du titre, s'incline sur le score de 0-1 face à la modeste équipe du Sénégal.

## Juin
- 1er juin, Coupe du monde de football, premier tour : à noter la large victoire de l'Allemagne sur l'Arabie saoudite (8-0). Miroslav Klose inscrit 3 buts.
- 6 juin :  l'attaquant français Nicolas Anelka est transféré du Paris Saint-Germain à Manchester City.
- 18 juin, Coupe du monde de football, huitièmes de finale : la grosse surprise de ces huitièmes de finale est à mettre au profit de la Corée du Sud, qui élimine l'Italie après prolongation.
- 21 juin, Coupe du monde de football, quarts de finale : victoire du Brésil sur l'Angleterre et qualification de l'Allemagne qui sort les États-Unis.
- 22 juin, Coupe du monde de football, quarts de finale : victoire de la Turquie sur le Sénégal grâce à la règle du "but en or" et qualification de la Corée du Sud qui élimine l'Espagne aux penalties.
- 25 juin, Coupe du monde de football, demi-finale : l'Allemagne s'impose 1-0 sur la Corée du Sud et se qualifie pour la finale à Yokohama.
- 26 juin, Coupe du monde de football, demi-finale : le Brésil s'impose 1-0 sur la Turquie et rejoint l'Allemagne en finale.
- 28 juin : Christophe Bouchet devient le nouveau président de l'Olympique de Marseille.
- 30 juin, Coupe du monde, finale : l'équipe du Brésil remporte la cinquième Coupe du monde de football de son histoire en battant l'Allemagne sur le score de 2 buts à 0. Les deux buts sont inscrits par Ronaldo. Il s'agit de la troisième finale consécutive disputée par le Brésil. La Turquie se classe 3e de la compétition tandis que la modeste équipe de Corée du Sud fait sensation en terminant 4e du tournoi.

## Juillet
- 8 juillet : Terry Venables devient le nouvel entraîneur de Leeds. Il prend la succession de David O'Leary.
- 14 juillet, Coupe d'Océanie : la Nouvelle-Zélande remporte la Coupe des Nations d'Océanie en écartant l'Australie en finale, 1-0.
- 19 juillet : après maintes péripéties, l'OGC Nice est finalement autorisé à monter en Ligue 1. Metz, qui a terminé le dernier Championnat de Division 1 à la 17e place, jouera donc la saison prochaine en Ligue 2.
- 22 juillet : le défenseur anglais Rio Ferdinand est transféré de Leeds à Manchester United pour la somme de 40 millions de livres, ce qui en fait le footballeur anglais le plus cher de l'histoire.
- 27 juillet : Lyon remporte le Trophée des champions en écrasant Lorient 5 buts à 1. Sidney Govou marque un triplé.
- 28 juillet, Championnat d'Europe de football des moins de 19 ans, finale : l'équipe d'Espagne des moins de 19 ans est sacrée championne d'Europe en s'imposant sur le score de 1-0 face à l'équipe d'Allemagne des moins de 19 ans.
- 31 juillet, Copa Libertadores, finale : le Club Olimpia (Paraguay) remporte la Copa Libertadores face au club brésilien de São Caetano.

## Août
- 2 août, Championnat de France, 1re journée : l'Olympique lyonnais concède le match nul 3 buts partout face à Guingamp au Stade du Roudourou. L'OL mène tout au long de la partie avant de se faire rejoindre dans les arrêts de jeu !
- 10 août, Championnat de France, 2e journée : belle réaction des Lyonnais après leur match d'ouverture, puisqu'ils écrasent Sedan 6 buts à 1.
- 13 août, Championnat de France : avec seulement 906 spectateurs, la rencontre Ajaccio-Guingamp  entre dans le Top 10 des plus faibles affluences de l'élite depuis la guerre. Le record absolu appartient toujours à une rencontre du 2 juin 1973 entre Ajaccio et Angers avec 438 spectateurs !
- 21 août : Jacques Santini devient le nouveau sélectionneur de l'équipe de France. Il prend la succession de Roger Lemerre.
- 30 août : le Real Madrid remporte la Supercoupe de l'UEFA face au Feyenoord Rotterdam sur le score de 3 buts à 1.
- 31 août :
  - Ronaldo, la star brésilienne, est transféré de l'Inter Milan au Real Madrid pour la somme de 45 millions d'euros.
  - Le défenseur italien Alessandro Nesta quitte la Lazio Rome au profit du Milan AC. La Lazio, en grande difficulté financière, doit également se séparer d'Hernán Crespo qui rejoint l'Inter Milan.
  - L'attaquant irlandais Robbie Keane est transféré de Leeds à Tottenham, pour une somme évaluée à 10 millions d'euros.

## Septembre
- 7 septembre : Andrea Pirlo reçoit sa première sélection en équipe d'Italie à l'occasion d'un match face à l'Azerbaïdjan à Bakou.
- 8 septembre : Didier Drogba joue son premier match avec la Côte d'Ivoire lors d'une confrontation face à l'Afrique du Sud.
- 14 septembre : Guy Roux dirige son 783e match en L1 avec l'AJ Auxerre, battant ainsi le record du nombre de matchs disputés en D1 par un entraîneur. Le record précédent était détenu par Kader Firoud (782 matchs dirigés en D1 entre 1955 et 1982).

## Octobre
- 6 octobre, Championnat de France : sensation au Parc des Princes avec le club de la capitale qui lamine Guingamp 5-0.
- 13 octobre : Vahid Halilhodžić est nommé entraineur de Rennes en remplacement de Philippe Bergeroo. Le club breton est lanterne rouge de la ligue 1.
- 26 octobre, Championnat de France : le choc PSG-OM est largement remporté par les parisiens, qui inscrivent trois buts.
- 28 octobre : Michel Mézy est démis de ses fonctions d'entraîneur de Montpellier. Gérard Bernardet assure l'intérim. Le club héraultais est en position de relégable au classement de L1.
- 31 octobre : un record du monde tombe : Celui du plus grand nombre de buts inscrits dans un match à Madagascar. Le match qui opposait l'AS Adema à la SOE a fini sur un 149 - 0 pour Adema. Les joueurs de la SOE ont marqué contre leur camp pour montrer leur mécontentement envers l'arbitre qui s'était disputé avec leur entraîneur.

## Novembre
- 2 novembre : le Wydad AC remporte son 9e sacre de la Coupe du Trône après sa victoire en match finale devant le Maghreb AS sur le score de 1-0 au Complexe Sportif Moulay Abdallah à Témara.

- 24 novembre, Championnat d'Espagne : au Camp Nou, le Real Madrid et FC Barcelone réalisent le match nul (0-0).

## Décembre
- 1er décembre, Championnat d'Angleterre : Manchester United s'impose 2-1 sur la pelouse de Liverpool.
- 3 décembre : le Real Madrid remporte la Coupe intercontinentale en s'imposant 2-0 face à l'Olimpia Asuncion.
- 13 décembre, Ligue des champions de la CAF : le Zamalek Le Caire remporte la Ligue des champions de la CAF en s'imposant en finale face au Raja de Casablanca.
- 16 décembre : l'attaquant brésilien Ronaldo reçoit le Ballon d'or France Football 2002.
- 18 décembre : l'ESTAC se sépare de son entraîneur, Jacky Bonnevay. Le bosniaque Faruk Hadžibegić lui succède quelques jours plus tard.
- 29 décembre : le Wydad AC remporte la Supercoupe du Maroc pour la 16e fois de son histoire au Complexe Mohammed V à Casablanca face au Fath US sur le score de 2-1.

## Naissances
Plus d'informations : Liste d'acteurs du football nés en 2002.
- 6 mai : Cole Palmer, footballeur anglais.
- 16 mai : Ryan Gravenberch, footballeur néerlandais.
- 31 octobre : Ansu Fati, footballeur espagnol.
- 10 novembre : Eduardo Camavinga, footballeur français.

## Principaux décès
Plus d'informations : Liste d'acteurs du football morts en 2002.
- 15 janvier : décès à 60 ans de Jean Dockx, international belge ayant remporté 2 Coupe d'Europe des Vainqueurs de Coupe, 2 Championnat de Belgique et 4 Coupe de Belgique devenu entraîneur[6].
- 19 janvier : décès à 59 ans de Jeff Astle, international anglais ayant remporté la Coupe d'Angleterre 1968[7].
- 19 janvier : décès à 67 ans de Vavá, international brésilien ayant remporté 2 Coupe du monde et 2 Coupe d'Espagne.
- 7 février : décès à 79 ans de Zizinho, international brésilien ayant remporté la Copa América 1949[8].
- 13 février : décès à 58 ans de Ramón Grosso, international espagnol ayant remporté la Coupe des clubs champions 1966, 7 Championnat d'Espagne et 3 Coupe d'Espagne devenu entraineur[9].
- 13 février : décès à 81 ans de Robert Hennequin, joueur puis entraîneur français[10].
- 14 février : décès à 87 ans de Domènec Balmanya, joueur espagnol ayant remporté la Coupe d'espagne 1942 puis comme entraîneur la Coupe des villes de foires 1958, le Championnat d'Espagne 1966 et la Coupe d'espagne 1957. Il fut également sélectionneur de son pays[11].
- 20 février : décès à 35 ans de Philippe Schuth, joueur français[12].
- 27 février : décès à 89 ans de Georges Beaucourt, international français ayant remporté 2 Championnat de France[13].
- 2 mars : décès à 26 ans de Jason Mayele, international congolais[14].
- 4 mars : décès à 62 ans de Velibor Vasović, international yougoslave ayant remporté la Coupe des Champions 1971, 4 Championnat de Yougoslavie, 3 Championnat des Pays-Bas et 3 Coupe des Pays-Bas puis comme entraîneur le Championnat de Yougoslavie 1988[15].
- 15 mars : décès à 70 ans de Werner Unger, international est-allemand ayant remporté la médaille de bronze aux Jeux olympiques 1964 et 5 Championnat de RDA.
- 20 mars : décès à 76 ans d'Albert Toris, joueur puis entraîneur français[16].
- 3 avril : décès à 77 ans de Ernst Stojaspal, international autrichien ayant remporté 3 Championnat d'Autriche et 2 Coupe d'Autriche[17].
- 9 avril : décès à 72 ans de Pires Constantino, joueur brésilien.
- 23 avril : décès à 59 ans de Gilbert Robin, joueur français[18].
- 24 avril : décès à 61 ans de Jean-Pierre Destrumelle, joueur français ayant remporté la Coupe de France en 1969 devenu entraîneur[19].
- 29 avril : décès à 81 ans de Sune Andersson, international  suédois ayant remporté la médaille d'or aux Jeux Olympiques 1948 et 2 Coupe de Suède devenu entraîneur.
- 2 mai : décès à 76 ans de Lucien Bochard, joueur français[20].
- 5 mai : décès à 80 ans de Čestmír Vycpálek, joueur tchécoslovaque ayant remporté 3 Championnat de Tchécoslovaquie puis comme entraîneur 2 Championnat d'Italie[21].
- 13 mai : décès à 63 ans de Valeri Lobanovski, international soviétique ayant remporté le Championnat d'URSS 1961 puis comme entraîneur la médaille de bronze aux jeux Olympiques 1976, 2 Coupe des coupes, 8 Championnat d'URSS, 5 Championnat d'Ukraine, 6 Coupe d'URSS, 3 Coupe d'Ukraine et 3 Coupe de CEI. Il fut également sélectionneur de l'Ukraine, de l'Union soviétique, du Koweit et des Emirats arabes Unis[22].
- 15 mai : décès à 85 ans d'Antonio Gracia López, joueur espganol ayant remporté la Coupe d'Espagne 1942.
- 28 mai : décès à 66 ans de Jürgen Werner, international ouest-allemand ayant remporté le Championnat d'Allemagne 1960 et la Coupe d'Allemagne 1963[23].
- 13 juin : décès à 72 ans d'Ante Mladinić, joueur puis entraîneur yougoslave. Il fut également sélectionneur de la Yougoslavie.
- 15 juin : décès à 45 ans de Said Belqola, arbitre international marocain[24].
- 17 juin : décès à 81 ans de Fritz Walter, international ouest-allemand ayant remporté la Coupe du monde 1954 et 2 Championnat d'Allemagne[25].
- 1er juillet : décès à 74 ans de Diego Agurto, international péruvien ayant remporté 2 Championnat du Pérou et comme entraîneur 2 Coupe du Pérou.
- 17 juillet : décès à 88 ans d'André Simonyi, international français ayant remporté la Coupe de France en 1942 devenu entraîneur[26].
- 12 août : décès à 82 ans de Knud Lundberg, international danois.
- 15 août : décès à 68 ans d'Osvaldo Silva, joueur brésilien ayant remporté la Coupe des coupes 1964, 3 Championnat du Portugal et 3 Coupe du Portugal puis comme entraîneur la Coupe du Portugal 1974.
- 27 août : décès à 53 ans de Serge Besnard, joueur puis entraineur français[27].
- 11 septembre : décès à 79 ans de José Riba, joueur espagnol ayant remporté le Championnat d'Espagne en 1945.
- 17 septembre : décès à 94 ans de José Iborra, joueur espagnol.
- 18 septembre : décès à 72 ans de Mauro Ramos, international brésilien ayant remporté 2 Coupe du monde, 2 Coupe intercontinentale, 2 Copa Libertadores, 5 Coupe du Brésil et le Championnat du Mexique en 1968 devenu entraîneur[28].
- 13 octobre : décès à 68 ans de Billy McAdams, international nord-irlandais.
- 22 octobre : décès à 88 ans d'Enrique Perales, international péruvien ayant remporté 2 Championnat du Pérou.
- 24 octobre : décès à 32 ans de Hernán Gaviria, international colombien ayant remporté 4 Championnat de Colombie.
- 27 octobre : décès à 89 ans d'Albert Dusch, joueur puis arbitre international allemand.
- 1er novembre : décès à 26 ans de Lester Morgan, international costaricien[29].
- 4 novembre : décès à 81 ans de Juan Araujo, joueur espagnol ayant remporté le Championnat d'Espagne 1946 et la Coupe d'Espagne 1948.
- 9 novembre : décès à 74 ans de Paul Jurilli, joueur puis entraîneur français[30].
- 12 novembre : décès à 91 ans de Raoul Diagne, international français ayant remporté le Championnat de France 1936 et 4 Coupe de France devenu entraîneur. Il fut égalememt sélectionneur du Sénégal[31].
- 13 novembre : décès à 77 ans de Juan Alberto Schiaffino, international uruguayen et italien ayant remporté la Coupe du monde 1950, 4 Championnat d'Uruguay et 3 Championnat d'Italie devenu entraîneur. Il fut également sélectionneur de l'Uruguay[32].
- 11 décembre : décès à 74 ans de Louis Van Linden, joueur belge ayant remporté le championnat de Belgique 1957 et la Coupe de Belgique 1955.
- 24 décembre : décès à 85 ans de José Molinuevo, joueur espagnol ayant remporté la Coupe de France 1945 devenu entraîneur.